# Гуманистический манифест
Гуманистический манифест (англ. Humanist Manifesto) – общее обозначение трёх манифестов, излагающих принципы современного гуманистического видения мира и носящих следующие названия: «Гуманистический манифест» (1933, также часто называемый «Первым гуманистическим манифестом»); «Второй гуманистический манифест» (1973); и «Гуманизм и его устремления» (2003, также известный как «Третий гуманистический манифест»). Текст первого манифеста основан на принципах религиозного гуманизма, хотя под ним стоят и подписи гуманистов светского толка.
Центральной темой всех трёх манифестов является попытка детальной разработки такой философии и системы ценностей, которые не обязательно включали бы в себя личную веру в какое-либо божество или «высшую силу». При этом все три текста значительно различаются друг от друга как формой и тоном, так и заявленными целями. Под каждым из опубликованных текстов в своё время поставили подписи не только выдающиеся учёные, но и общественные деятели, чьи мнения согласуются с основными принципами, изложенными в этих текстах.
В 1980 году Советом по светскому гуманизму был опубликован ещё один документ похожей направленности, носящий название «Декларация светского гуманизма».

## Первый гуманистический манифест
Первый гуманистический манифест (англ. A Humanist Manifesto (Humanist Manifesto I)) (1933) — программный документ религиозного гуманизма, главная идея которого состояла в необходимости создания новой нетрадиционной гуманистической религии, ориентирующейся исключительно на мирские ценности.
Основными авторами Манифеста были философ Рой Вуд Селларс, член Первого гуманистического общества Нью-Йорка, и унитарианский священник Рэймонд Б. Брэгг (Raymond B. Bragg).
Манифест был опубликован в одном из номеров журнала «Новый гуманист» за 34 подписями, среди которых были философ Джон Дьюи, атеист Уильям Флойд (William Floyd), историк Гарри Элмер Барнс, а также многие лидеры унитарианских и универсалистских обществ, как, например, Эдвин Г. Уилсон.
В Манифесте подчёркивалось, что развитие человеческого общества, новые научные концепции и достижения требуют пересмотра отношения к религии: «Нынешняя эпоха породила огромные сомнения в традиционных религиях, и не менее очевиден тот факт, что любая религия, претендующая на то, чтобы стать объединяющей и движущей силой современности, должна отвечать именно теперешним нуждам. Создание такой религии — главнейшая необходимость современности».
Гуманизм, таким образом, определялся как некое религиозное движение, призванное превзойти и заменить прежние религии, базирующиеся на якобы сверхъестественных откровениях. В Манифесте предлагалась новая система веры, основанная на 15 тезисах, которые, будучи в целом светскими, отвергали существующее утилитарное, ориентированное на прибыль общество, обнаружившее свою несостоятельность, и давали общее представление о всемирном эгалитарном обществе, основанном на взаимном добровольном сотрудничестве. В частности:
- утверждалась идея несотворённости Вселенной,
- признавался факт эволюции природного и социального миров,
- признавалась версия о социальных корнях религии и культуры,
- отвергался традиционный дуализм души и тела, взамен которого предлагалась органическая точка зрения на жизнь;
- утверждалось, что новая религия должна формулировать свои надежды и цели в свете научного духа и научной методологии;
- отвергалось традиционное различие между священным и мирским, ибо ничто человеческое религии не чуждо[1].

Как пишет российский исследователь Юрий Чёрный, подписание Гуманистического манифеста «стало началом влиятельного гуманистического движения, как в Соединённых Штатах, так и других странах мира. Это движение именовалось по-разному (религиозный гуманизм, натуралистический гуманизм, научный гуманизм, этический гуманизм и др.), в зависимости от тех акцентов, которые ему придавали последователи».

## Второй гуманистический манифест
Второй гуманистический манифест (англ. Humanist Manifesto II)  был подготовлен в 1973 году философом Полом Куртцем и унитарианским священником Эдвином Г. Уилсоном.
Он отражал, как указывали его авторы, произошедшие после издания Первого гуманистического манифеста «новые сдвиги и реальности мировой истории: распространение фашизма и его поражение во Второй мировой войне, раскол мира на две противоборствующие системы и создание мирового „социалистического лагеря“, холодная война и гонка вооружений, создание ООН, ускорение научно-технического прогресса, развитие демократий и укрепление движений за права человека на Западе на фоне улучшения материального благосостояния и качества жизни населения».
Авторы указывали на многочисленные опасности, угрожающие человеческому благополучию и даже самому существованию жизни на Земле, к которым они относят угрозу окружающей среде, перенаселённость, деятельность антигуманных учреждений, тоталитарные репрессии, возможность ядерной, биологической и химической катастрофы, распространение иррациональных культов и религиозных учений, проповедующих смирение и изоляцию.
В Манифесте содержался призыв ко всем людям Земли принять «комплекс общих принципов, способных служить основанием для совместных действий, то есть позитивных принципов, соотнесённых с современным состоянием человека», был предложен проект всемирного светского (секулярного) общества, целью которого, по их мнению, должна стать «реализация потенциала каждого человеческого индивида — не избранного меньшинства, но всего человечества».
В Манифесте была представлена точка зрения сторонников философии современного гуманизма на смысл жизни, гражданские свободы и демократию, отстаивались права человека на самоубийство, аборты, развод, эвтаназию и сексуальную свободу, признавалась возможность различных гуманистических подходов — как атеистического (связанного с научным материализмом), так и либерально-религиозного (отрицающего традиционные религии) гуманизма.
Большая часть предложений, высказанных в документе (такие, например, как противодействие расизму и распространению оружия массового поражения, решительная поддержка прав человека) — не вызывают никаких сомнений. Рекомендации по легализации разводов, контролю над рождаемостью, а также внедрению новых технологий ради улучшения качества жизни также находят широкую поддержку в западном обществе. Уже на практике реализована инициатива создания Международного суда. В то же время манифест также содержит ряд спорных позиций.
Первоначально опубликованный с небольшим количеством подписей, текст документа был затем широко распространён и получил тысячи дополнительных подписей, а на веб-сайте Американской гуманистической ассоциации (АГА) размещён призыв к посетителям сайта ставить под документом всё новые подписи. Специальная оговорка о том, что каждый подписывающий не обязательно должен соглашаться со всеми и каждым тезисом, а может лишь поддерживать общую идею, несомненно, помогло многим преодолеть сомнения и добавить своё имя.
Среди часто цитируемых положений манифеста 1973 года можно особо выделить два: «Никакое Божество не спасёт нас, мы должны спасти себя сами» и «Мы ответственны за то, какие мы есть и какими мы станем». Оба эти положения представляют серьёзную проблему для христианских фундаменталистов, приверженных доктрине подчинения человека воле всемогущего, надзирающего Бога.

## Третий гуманистический манифест
«Гуманизм и его устремления», носящий подзаголовок «Третий гуманистический манифест» (англ. «Humanism and Its Aspirations», Humanist Manifesto III) — на сегодняшний день последний из преемников Первого гуманистического манифеста 1933 года. Был опубликован в 2003 году Американской гуманистической ассоциацией (АГА), которая подготовила его текст в составе своего комитета. Термин «Гуманистический манифест» является собственностью АГА.
Новейший манифест намеренно сделан значительно короче двух предыдущих и включает шесть основных убеждений, которые перекликаются с тезисами более ранних текстов. Вот они:
- Познание мира происходит в результате наблюдения, экспериментирования и рационального анализа (см. Эмпирицизм).
- Человеческие существа являются неотъемлемой частью природы, результатом эволюционного изменения, который никем не предопределён.
- Этические ценности происходят от тех человеческих потребностей и интересов, которые проходят проверку опытом.
- Жизнь приобретает смысл в служении личности гуманным идеалам.
- Человеческие существа социальны по своей природе и находят смысл во взаимоотношениях между собой.
- Работа на благо общества максимизирует счастье индивидуума.

Список подписавших третий манифест включает в себя 21 нобелевского лауреата.

## Другие манифесты в поддержку гуманизма
Помимо «официальных» Гуманистических манифестов Американской гуманистической ассоциации (АГА) существуют и другие документы похожей направленности. Формулировка новых заявлений, которые преследовали бы те же цели, что и вышеупомянутые манифесты, продолжает поощряться. Ниже приведены три примера таких документов.

### Декларация светского гуманизма
В 1980 году Совет по светскому гуманизму, основанный Полом Куртцем и являющийся ещё более светской и антирелигиозной организацией, чем АГА, опубликовал «Декларацию светского гуманизма», которая по сути стала очередным манифестом. Документ содержит следующие разделы:
1. Свобода исследований
2. Отделение церкви от государства
3. Идеал свободы
4. Этика, основанная на критическом мышлении
5. Нравственное образование
6. Религиозный скептицизм
7. Примат разума
8. Наука и технология
9. Эволюция
10. Образование

### Гуманистический манифест 2000
«Гуманистический манифест 2000: призыв к новому планетарному гуманизму» написан Полом Куртцем и опубликован в 2000 году. Данный материал отличается от трёх гуманистических манифестов-эссе, во-первых, тем, что является полноценной книгой, а во-вторых, книга эта издана не от имени Американской гуманистической ассоциации, а Советом по светскому гуманизму. В своей книге Куртц полемизирует с большей частью тезисов Второго гуманистического манифеста 1973 года, соавтором которого является и сам.

### Декларация неогуманизма 2010
В 2010 году Пол Куртц написал манифест «Неогуманизм: Декларация светских принципов и ценностей — личных, социальных и планетарных».